# Ayna Sultanova

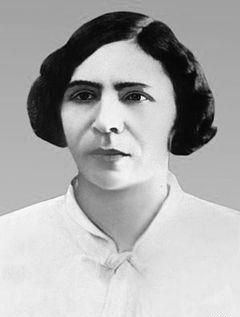
Ayna Sultanova

Ayna Sultanova (aserbaidschanisch Ayna Mahmud qızı Sultanova, geb. Musabəyova; * 1895 in Pirəbədil, Dəvəçi (heute: Şabran), Gouvernement Baku, Russisches Kaiserreich; † 1938 in Baku, AsSSR) war eine aserbaidschanische kommunistische Parteiaktivistin und Staatsperson. Sie war eine der ersten aserbaidschanischen Revolutionärinnen und wurde 1938 die erste aserbaidschanische Kabinettsministerin.

## Leben
Ayna Sultanova wurde im Jahr 1895 in dem kleinen Bergdorf Pirəbədil (Bezirk Quba in der Provinz Baku) in die Familie von Mahmud und Diba geboren.  Sie war die Schwester von Qəzənfər Musabəyov, der später ein bolschewistischer Revolutionär und Vorsitzender des Rates der Volkskommissare von Aserbaidschan wurde, dem höchsten Regierungsorgan der Republik. Im Jahr 1912 absolvierte sie das Heiliger-Nina-Gymnasium in Baku und unterrichtete später kurz an dieser Schule. Im Jahr 1917 begann sie sich für bolschewistische Ideen zu interessieren und trat 1918 der Russischen Kommunistischen Partei bei (aus der später die Kommunistische Partei der Sowjetunion wurde).

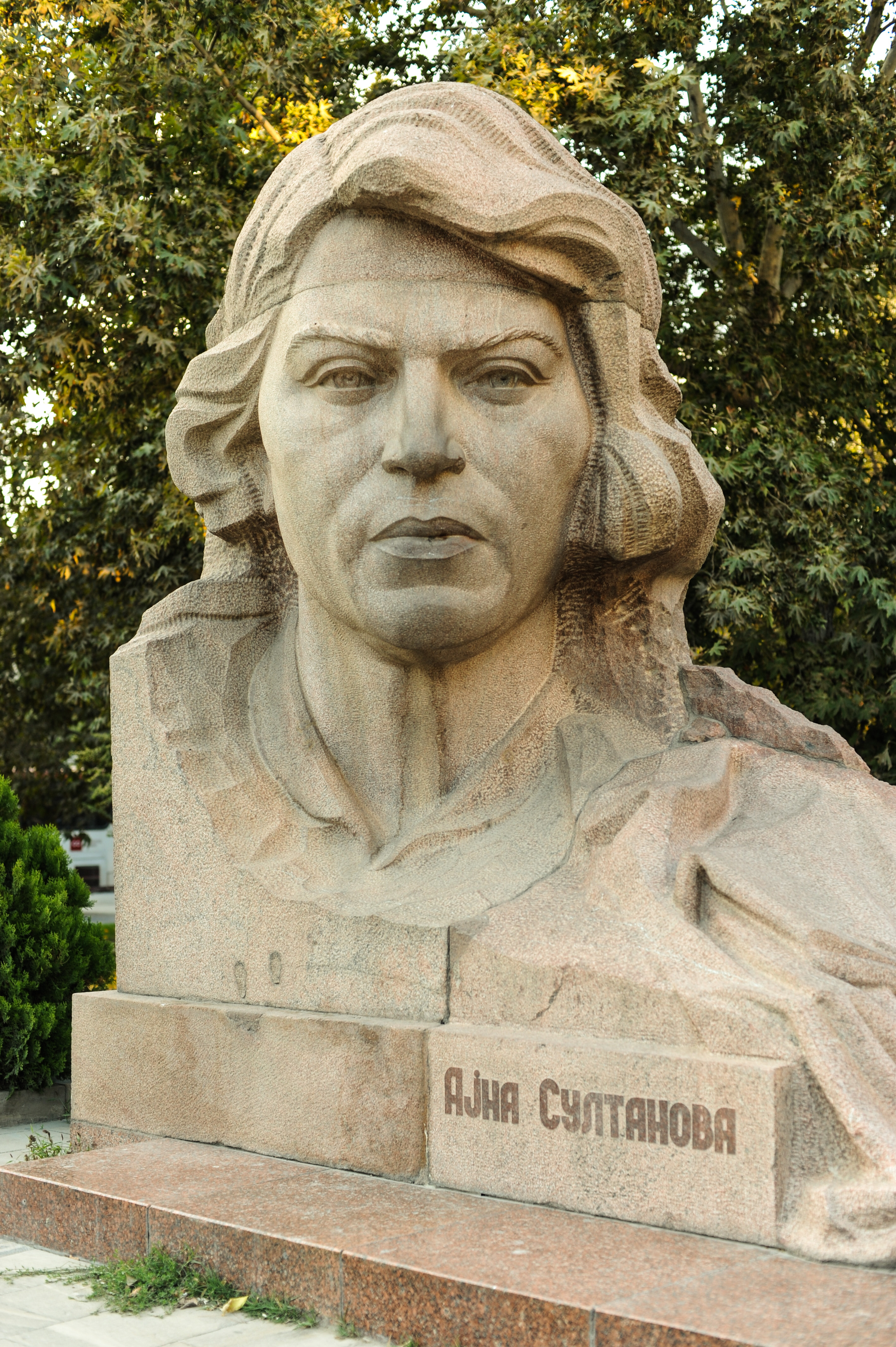
Das Monument Ayna Sultanova in Baku

Sie arbeitete 1917–1918 eng mit den Bolschewiken zusammen und unterstützte die bolschewistische Position während des Völkermordes im März 1918. Ayna Sultanova und ihr Ehemann Həmid Sultanov arbeiteten eng mit der Kommune zusammen, die unter der Führung von Stepan Schahumjan kurz nach dem März-Massaker gegründet wurde und arbeiteten am Aufbau des sowjetischen Regimes in Aserbaidschan. Nach dem Zusammenbruch der Bakuer Kommune setzte sie ihre Aktivitäten gegen die Demokratische Republik Aserbaidschan fort und im Jahr 1919 ging nach Astrachan, um die Musavat-Regierung zu stürzen und die Bolschewiki beim Aufbau eines kommunistischen Systems eng zu unterstützen. In dieser Zeit war Sultanova Mitglied des Präsidiums der muslimischen Abteilung des Astrachaner Provinzkomitees der Kommunistischen Partei Russlands und Leiterin der Bildungsabteilung des Kommissariats für muslimische Angelegenheiten des Kaukasus.
Im August 1919 wurde sie nach Moskau geschickt, um an der nach Jakow Michailowitsch Swerdlow benannten Kommunistischen Universität zu studieren. Gleichzeitig arbeitete sie als Sekretärin der Nahostabteilung des Volkskommissariats für Auswärtige Angelegenheiten der RSFSR.
Sultanova kehrte nach dem Einmarsch der Roten Armee in Aserbaidschan nach Baku zurück und arbeitete als Referentin in der Frauenabteilung des Zentralkomitees der Kommunistischen Partei Aserbaidschans, stellvertretende Leiterin der Abteilung für Arbeiter und Bauern, dann Redaktionsleiterin der Zeitschrift Şərq qadını ("Frau des Ostens").
Zwischen 1937 und 1938 arbeitete Sultanova als stellvertretende Volkskommissarin für Bildung, dann als Volkskommissarin für Justiz. Sie war auch Studentin am Institut der Roten Professoren. Für ihre Verdienste um den sowjetischen Staat wurde Sultanova mit dem Orden des Roten Banners der Arbeit ausgezeichnet.
Im Jahr 1938, im Zuge des Großen Terrors, wurde Sultanova zusammen mit ihrem Bruder Gəzənfər Musabəyov und ihrem Ehemann Həmid Sultanov unter dem Vorwurf der Konterrevolution verhaftet und kurz darauf durch ein Erschießungskommando hingerichtet. In Baku und  Gəncə ist eine Straße nach Ayna Sultanova benannt.

## Auszeichnung
- Orden des Roten Banners der Arbeit